# Тартессийский язык
Тартессийский язык (юго-западный иберский язык, южнолузитанский язык) — один из палеоиспанских языков, распространённых на территории Иберии до прихода туда кельтиберов и римлян. Был в основном распространён на юге современной Португалии (Алгарве и юг Алентежу), а также в Испании (юг Эстремадуры и запад Андалусии). Тот факт, что почти все юго-западные надписи были обнаружены вне археологического контекста, не позволяет установить их точную хронологию, однако с уверенностью можно утверждать, что тартессийский язык и письмо существовали в V веке до н. э. Возникновение тартессийского письма принято датировать VII веком до н. э. и считать его наиболее ранней формой палеоиспанского письма.

## Спорность названия
Название «тартессийский язык» используется в трёх значениях:
1. язык, на котором говорили в городе Тартесс
2. язык культуры в низовьях реки Гвадалквивир VIII-VI веков до н. э. (археологическая «тартессийская культура»)
3. язык ряда кратких надписей юго-западным палеоиспанским письмом, обнаруженных преимущественно на юге Португалии (Алгарве и Алентежу), несколько — в средней Гуадиане (Эстремадура) и ещё несколько — в Нижнем Гвадалквивире.

Поскольку в зоне собственно Тартесса обнаружено чрезвычайно мало документов, у историков существуют сомнения по поводу того, являются ли надписи тартессийскими или относятся к периферийному для Тартесса языку, в связи с чем и предложено альтернативное название «южнолузитанский язык» (другие варианты: бастуло-турдетанский, юго-восточный, алгарвский).
Турдетаны римского периода обычно рассматриваются как наследники тартессийской культуры, поэтому возможно, что слова «тартессийский» и «турдетанский» — синонимы. Страбон пишет, что «… иберы имели письменность, писали прозу и стихи, а также законы в метрическом размере, и утверждают, что эта традиция имеет давность в 6000 лет.» Кроме того, надписи на тартессийском языке обнаружены на территории, где в древности, согласно Геродоту и Страбону, проживал некельтский народ кинеты (кинесии, конии).

## История
Неизвестно ни время появления тартессийского языка на Иберийском полуострове, ни время возникновения у тартессийцев письма. Язык известен только по серии стел неопределённой датировки (примерно между VII и V веками до н. э.). Надписи из монетного двора в Саласии (Алкасер-ду-Сал, Португалия) около 3-2 в. до н. э. выполнены на том же языке, что и упомянутые стелы. Из грамматики надписей пока можно выделить суффикс «-ipon». Время выхода языка из употребления также неизвестно — предположительно вскоре после римского завоевания, когда и другие палеоиспанские языки были вытеснены латинским.

## Письменность
Надписи на тартессийском языке выполнены юго-западным иберским письмом, также известным как «тартессийское письмо» или «южнолузитанское письмо». Подобно другим палеоиспанским письменностям, за исключением греко-иберского алфавита, в этой письменности использовались слоговые знаки для окклюзивных согласных и монофонематические знаки для прочих согласных, а также гласных; таким образом, палеоиспанские письменности по характеру являются смешанными алфавитно-силлабическими. Считается, что они возникли от финикийского письма, испытав влияние греческого алфавита.
Юго-западное письмо очень похоже на юго-восточное иберское письмо, как с точки зрения формы знаков, так и их предполагаемых значений. Основное различие состоит в том, что юго-восточное иберское письмо не отражает вокалическую избыточность слоговых знаков, что впервые отметил Ульрих Шмоль. В отличие от хорошо изученного северо-восточного письма, дешифровка юго-восточного и юго-западного ещё далека от завершения, смысл значительной группы знаков остаётся спорным.

## Примеры текстов
- Фонте-Велья (Fonte Velha, источник: Bensafrim):

lokoobooniirabootooaŕaiaikaalteelokonanenaŕ[-]ekaa?iiśiinkoolobooiiteerobaarebeeteasiioonii
(Untermann 1997).
- Эрдаде-да-Абобада (Herdade da Abobada, источник: Almodôvar)

ir´ualkuusie : naŕkeentiimubaateerobaare?aataaneatee (Untermann 1997).

## Морфология
Текущее состояние дешифровки полуслогового письма находится в зачаточной стадии. Чтение ряда знаков установлено ненадёжно, а в текстах зачастую отсутствуют словоразделы. По этой причине попытки чтения и интерпретации надписей являются весьма спекулятивными, хотя по поводу их большинства (учитывая их краткость, ряд повторяющихся слов в сочетании с различными личными именами) существует единодушное мнение о том, что речь идёт о погребальных надписях.

### Фонетика
В целом о фонетике можно судить лишь по надписям, частично дешифрованным благодаря сходству знаков с более поздним иберским письмом; чтение ряда знаков, однако, остаётся ненадёжным.
На письме различались 5 гласных: «a», «e», «i», «o», «u»; отмечено присутствие дифтонгов /ai/ и /oi/, а также использование знака «u» в значении полугласного /w/. Как и в иберском языке, различались знаки для трёх серий смычных: велярных, дентальных и лабиальных; при этом хотя их принято обозначать в транскрипции глухими звуками «k», «t» и «p», достоверно о них неизвестно, были ли они глухими или звонкими. Аналогично, для звука, который передаётся в транскрипции как «b», речь не обязательно идёт о звонком, он мог быть и глухим (таким образом, одна и та же комбинация букв может быть транскрибирована и как «paare», и как «baare»). Хорошо задокументировано наличие двух согласных «l» и «n», а также двух разновидностей «s» (одна из них, по-видимому, была палатализована) и двух различных «r» (различие между ними непонятно). Отмечается, что знак «m» используется только перед «u», а возможный аспирант типа «h» встречается только перед «a».

### Морфология
Наиболее часто повторяются 'слова': «paare» и «naŕkeentii», в которых иногда варьируются окончания, как, например, «naŕkeenii», «naŕkeeii», «naŕkeenai» и др., а также встречаются, возможно, сокращённые (?) формы, как «naŕkee» или «naŕkeen». Аналогичная вариация окончаний существует при другом корне («paaren», «paarentii»; причиной могло быть то, что эти окончания были глагольными.
Реже встречаются другие повторяющиеся элементы, такие, как «(paa) tee ero», «iru» (по мнению Унтерманна, местоимение или наречие), «paane» или «uarpaan» — термин, который Корреа считает либо почётным титулом, либо должностью умершего магистрата.

### Ономастика
В предполагаемых личных именах встречаются характерные окончания (или суффиксы для образования антропонимов?) «-on», «-ir», «ea» и др.; иногда они сочетаются друг с другом, напр., «on-ir» или «ir-ea». Примеры возможных антропонимов: aarkuuior, aipuuris, akoolion, arpuuiel, koopeelipoon, lokoopooniir, ooŕoir, pootiiea, śutuuiirea, taalainon, tiirtoos, uarpooiir или uursaar.

### Языковой строй
Окончательно не установлено, был ли тартессийский язык флективным или агглютинативным, хотя можно считать надёжно установленными ряд суффиксов, как в погребальных формулах и в антропонимах, а также ряд других, относительно частых, как «-śe» или «-ne».

## Связь с другими языками
Страбон отмечает:
(турдетаны) имеют письменность... Также, помимо них, имеют письменность иберы, но не такую же, поскольку это разные языки
Большинство исследователей сходятся в том, что тартессийский язык не был похож на соседние, существовавшие в то же время — иберский, баскский, финикийский или берберские. Среди ряда исследователей популярна гипотеза об индоевропейской принадлежности тартессийского языка, которая, однако, подвергается резкой критике другими.
Пионером исследований генетического родства тартессийского языка был Стиг Викандер. Его гипотезы позднее были отброшены в связи с использованием, как показала дешифровка, неверных значений знаков. Он высказал предположение, что слова keenii и keentii были одним глаголом с характерными индоевропейскими окончаниями. Так родилась гипотеза о связи между тартессийцами и анатолийскими народами, продолжавшая гипотезу диффузионизма А. Шультена (согласно которому, Тартесс был колонией этрусков, происходивших из Эгейского региона), Гордона Чайлда и М. Гомеса-Морено (согласно которым тартесская культура и даже письменность имели минойское происхождение). Все указанные гипотезы к настоящему моменту устарели.
Позднее Корреа предположил, что обнаружил признаки, указывающие на кельтское происхождение языка надписей. Он опирался на греко-латинские исторические источники, указывавшие на присутствие «кельтиков» в Бетике. Критики взглядов Корреа указывают, что кельтики могли прибыть в тот регион позже, не ранее V в. до н. э. или даже позднее, вплоть до II в до н. э., и они вряд ли связаны с топонимикой тартессийского региона, если не считать топонимов с окончанием briga.
Корреа предложил ряд интерпретаций некоторых тартессийских терминов. В частности, в слове uarpaan он выявил «индоевропейский» префикс uper с выпадением /p/, типичным для кельтских языков и значением «над, сверх»; имя aipuuris истолковал как индоевропейское aikwo-rex («справедливый царь»), и т. д.
С учётом вышесказанного, Унтерманн попытался синтезировать эти сведения. Его выводы шли намного дальше предположений Корреа — он попытался найти обнаруженным в надписях последовательностям параллели в индоевропейской морфологии.

Тем не менее, кельтская гипотеза испытала период определённого спада и разочарования. Даже сам Корреа рассматривал её выводы как недостаточно убедительные и отмечал отсутствие типичных индоевропейских флексий в надписях, когда имена выглядели как кельтские, однако сам язык скорее всего кельтским не был (что могло быть результатом проникновения кельтов в некельтскую среду).
В свою очередь, Родригес Рамос, бывший сторонником индоевропейской интерпретации, подверг эту гипотезу всесторонней критике. В плане морфологии он отмечает, что предполагаемые сходные морфемы являются случайными и немногочисленными, неспособными объяснить всё разнообразие вариантов, и представляют собой малоупотребительные или исключительные случаи. Также он отмечает, что вокализм антропонимов несовместим с кельтской фонетикой и что, в целом, язык стел не мог быть связан ни с одной из известных ветвей индоевропейской семьи, пусть даже это и не исключает окончательно гипотезу об индоевропейском происхождении тартессийского языка.
В 2003—2004 Гонсалес-Муньос предложил читать слова paare и paane как mare и mane, то есть «покойному» и «памятнику» (дат. пад. ед. ч.), а nargenti — как глагол «сделал». Он также нашёл, по его словам, ряд предлогов и наречий: ane < *ana 'вверх'; ambi- < *h2embh- 'вокруг, по обе стороны', ari- < *pri- 'около' (греч. perí); лат. per; cis < *ke+is (дейксис *ke + *es 'здесь, по эту сторону'; com- < *kom-; in < *en(i) 'внутри'; na- частица совершенного вида?; ro < *pro- 'перед' (лат. pro); uar- < *uer- < *uper-; to 'к'. Неопределённое отрицательное местоимение: *ne + *kwe > nepe, которое встречается в галльском и бретонском в форме nep и в ирландском в форме nech. Ср. nepá (J.1.2). -iioo [-yo] с и.е. *yo- (J.1.1), пример: logon ane nargena kíš in kólopoii te ro-mare bedasi-io ni 'выше помещаю, здесь в Колопосе, перед умершим, для тебя, как ты нас просил'. Союзы и частицы: pa < *pe < *kwe 'ne' (отрицательная частица).
В 2010-е гг. Джон Т. Кок (en:John T. Koch) в серии публикаций вновь высказал гипотезу о принадлежности тартессийского языка к кельтским.
Общего мнения о генетической принадлежности языка нет до сих пор — так же, как и о генетических связях и возникновении тартессийской археологической культуры.